# Gorgoroth

Gorgoroth je glasbena skupina,ki je nastala leta 1992 na Norveški (Bergen). Igrajo norveški black metal . Skupino sestavljajo štirje člani: 
- Gaahl (Kristian Eivind Espedal) - vokal, v skupini od leta 1998
- King Ov Hell (Tom Cato Visness) - basist, v skupini od leta 1999
- Teloch- kitarist, v skupini od leta 2002
- Hellhammer (Jan Axel Blomberg) – bobnar, v skupini od leta 2007( pred tem je igral v skupini Mayhem in Dimmu Borgir)

Njihova besedila so satanistična, protikrščanska. Pogosto govorijo tudi o vojnah. 1. album so izdali leta 1993- A Sorcery Written In Blood. Do sedaj so izdali 10 albumov, od tega sta prva dva demo albuma. Njihov največji uspeh sta bila albuma Antichrist (posnet leta 1996) in Incipit Satan (posnet leta 2000).